# Maurice Hirsch
Maurice Hirsch (Mannheim, 30 maggio 1993) è un ex calciatore tedesco, di ruolo centrocampista.

## Carriera
Ha esordito in Bundesliga nella stagione 2014-2015 con l'Hannover, contro il Borussia Dortmund, sostituendo Marius Stankevičius al 72' in una partita vinta 0-1.